# Вольдор
Вольдор (устар. Вольдор-Шор) — река в России, протекает в Сысольском районе Республики Коми, правый приток Большой Визинги.
Длина реки составляет 11 км. Течёт по лесистой, болотистой местности, сперва на север, потом на запад; имеет несколько небольших левых притоков. В 1,5 км от устья пересекает автодорогу Вятка, впадает в Большую Визингу в 1,5 км к юго-западу от деревни Сорд и в 34 км от устья Большой Визинги.

## Данные водного реестра
По данным государственного водного реестра России относится к Двинско-Печорскому бассейновому округу, водохозяйственный участок реки — Вычегда от истока до города Сыктывкар, речной подбассейн реки — Вычегда. Речной бассейн реки — Северная Двина.
Код объекта в государственном водном реестре — 03020200112103000019584.